# Korszów
Korszów – wieś w rejonie kołomyjskim obwodu iwanofrankiwskiego. W II Rzeczypospolitej miejscowość była siedzibą gminy wiejskiej Korszów w powiecie kołomyjskim województwa stanisławowskiego. Wieś liczy 2365 mieszkańców.
W latach 1943–1944 nacjonaliści ukraińscy z OUN-UPA zamordowali tutaj 17 Polaków.
Znajduje się tu powstała w XIX w. stacja kolejowa Korszów, położona na linii Lwów – Czerniowce.

## Historia
Z. Krzeczunowicz, właściciel dóbr tabularnych Korszów w 1874 otrzymał od c. k. ministrów austriackich i węgierskich przedkoncesję do budowania kolei od Buczacza przez Obertyn, Korszów, Delatyn do Szigeftu na Węgrzech.

## Zabytki
- zamek[3]